# Ashley Judd
Ashley Judd, född Ashley Tyler Ciminella den 19 april 1968 i Granada Hills norr om Los Angeles i Kalifornien, är en amerikansk skådespelare och politisk aktivist.
Judds smeknamn är Sweet Pea. Hon är dotter till Michael Ciminella och countrysångerskan Naomi Judd. Hennes halvsyster Wynonna Judd är även hon countrysångerska. Naomi och Wynonna utgjorde duon The Judds. Hon gifte sig med den skotske IndyCar-föraren Dario Franchitti 12 december 2001. De var bosatta i Nashville, Tennessee. De skildes 2013.
Hennes filmdebut var i filmen Kuffs 1992, där hon hade en liten roll. Hennes första stora filmroll kom 1993 i filmen Ruby in Paradise.
Ashley Judd porträtterades av Megan Ward i TV-filmen Naomi & Wynonna: Love Can Build a Bridge (1995).

## Filmografi i urval
- 1991 – Star Trek: The Next Generation (TV-serie) (Säsong 5)
- 1992 – Kuffs
- 1992 – Tills döden skiljer oss åt
- 1993 – Ruby in Paradise
- 1995 – Heat
- 1995 – Smoke
- 1996 – Norma Jean & Marilyn (TV-film)
- 1996 – Juryn – A Time To Kill
- 1997 – Och han älskade dem alla
- 1998 – Ett litet mirakel – Simon Birch
- 1999 – Double Jeopardy
- 2000 – Där mitt hjärta finns
- 2001 – Trogen tjur sökes
- 2002 – Ya-Ya Flickornas gudomliga hemligheter
- 2002 – High crimes
- 2002 – Frida
- 2004 – Twisted
- 2004 – De-lovely
- 2006 – Come Early Morning
- 2006 – Bug
- 2011 – Dolphin Tale
- 2013 – Olympus Has Fallen
- 2014 – Divergent
- 2015 – Insurgent
- 2017 – Twin Peaks (TV-serie)
- 2017 – Berlin Station (TV-serie)